# Николай Бадински
Николай Бадински е български цигулар, композитор и музиколог.

## Биография
Роден е през 1937 г. Завършва гимназия в София с пълно отличие и е приет в Софийския университет със специалности математика и инженерни науки, както и в БДК (днес НМА „Проф. Панчо Владигеров“). След като избира музиката за своя професия, той следва в НМА композиция при проф. Панчо Владигеров, цигулка при Недялка Симеонова, а след смъртта ѝ при Вл. Аврамов.
От 1962 г. живее в Източен Берлин, а през 1976 г. емигрира в Западен Берлин и работи като солист-цигулар, композитор, доцент, основател и водач на струнен квартет, концертмайстор. През 1970 г. завършва майсторския клас по композиция на Академията за изкуства в Берлин при Рудолф Вагнер-Регени. През 1971 г. е поканен като гост-професор в университетите в Стокхолм и Копенхаген. През 1975 и 1976 г. получава награди-стипендии за майсторските класове по композиция на Луиджи Даллапиккола и Франко Донатони в Accademia Chigiana в Сиена, Италия. Многократно участва със стипендии от DAAD (Германия) в Международните летни курсове за нова музика в Дармщадт, където работи с Д. Лигети, К. Щокхаузен, Я. Ксенакис, Кристобал Халфтер и др. Носител е на първи награди в значителни международни конкурси по композиция като „Виоти“ (1977), „К. Щокхаузен“ (1978 г.), Международната награда за Симфонична музика (1978 г., Триест, Италия), Римската награда Villa Massimo (1980 – 81), Наградата „Париж“ (1982 г.) и др.
През 1982 г. е асистент на Макс Дойч в Сорбоната и L’Ecole Normale de musique в Париж. Многократно е бил канен да работи в студиа за електронна музика в Кьолн (Германия), Утрехт (Холандия), Венеция, Париж и Падуа. В 1985 г. е поканен за половин година творческа работа в Центъра за студии във Венеция. През 1981 – 82 и 1985 – 86 г., като стипендиант на френското правителство, живее и работи в Париж. През 1987 г. е поканен като композитор-резидент във фондация „Джераси“ в Калифорния и е отличен със стипендия „Фулбрайт“. Гост-професор в Станфордския университет, както и в други университети и колежи в САЩ, Азия и Европа. От 1983 г. е член на Европейската Академия на изкуствата, науките и литературата в Париж. Съосновател е на Initiative Neue Musik Berlin.
Автор е на повече от 230 произведения – за оркестър (3 симфонии и много др.), за най-различни камерни ансамбли („Животът – над войната“), за орган и за почти всички инструменти, концерти за различни инструменти и оркестър, балети; вокално-инструментална (Ораторията „Отражения на мъдростта“ по латински сентенции, Реквием Seven Memorial Stones – in Memoriam of the Victims for Human Voices & String Orchestra, кантати и много др.), електроакустична и компютърна музика.
В музиката си Николай Бадински използва богата палитра от изразни средства и композиционни техники. Повече или по-малко завоалирани влияния от българския, изобщо източно¬европейския фолклор и сакрална музика, както и нови сонорни (звукови) констелации в неговото творчество водят до едно специфично, характерно свързване на архаични и модерни елементи.

## Музикално-сценични произведения
- „Бурята“ – балет в 3 действия за млади хора (1972 – 1973, Берлин).
- „Марциалски звуци“ за 12 гласа (с действие) по епиграми от М. Марциалис (1975; 1984, Париж).
- Музика за една психологическа и фантастична хореография (1983 – 86; 1987, Берлин).

Вокално-оркестрови произведения
„Още сме тук, слънцето се върти…“ – кантата за среден глас, кларинет, вибрафон, валдхорна, тромбон; текст Салваторе Куазимодо (1970 г.);
„Умни разсъждения“ за хор и оркестър (1983 – 84 г.).
Музика за оркестър
Симфония № 2 „АаАаN“ (1978 г.);
„Удар на изхода“ (1981-82 г.).
Концертни сюити
Сюита № 1 и № 2 от балета „Бурята“ (1972 г.).
Концерти за цигулка
Концерт № 2 (1971-72 г.);
Концерт № 3 (1971-72 г.).
„Песните на Орфей“ за соло цигулка и измислен оркестър (1987 г.);
„Заразеният прилеп“ – сюрреалистична среща с Й. Щраус и Бах (1991-92 г.); „Просветление“ за цигулка, оркестър и свещи (1992 – 93 г.);
„Сигнали“ за 8 тромпета и оркестър (1993-94 г.).
Произведения за струнен оркестър
„Младост“ (1973 г.);
„Възхвала на Стравински“ за цигулки (1978 – 79 г.) (I версия за 12 соло цигулки, II версия за струнен оркестър);
„Седем мемориални камъка“ в памет на жертвите на Холокоста (1997 г.);
„Импулси“ за 3 тромпета, 3 тромбона и струнен оркестър (1999 г., пространствена версия – 2002 г.);
Триптих за цигулка, ударни и струнен оркестър (Цигулков концерт № 1, 1970-71 г.);
„Скрити структури“ за струнен оркестър и фагот (или бас кларинет, туба) (1982 г.).
Камерна музика
„Възхвала на Бах“ – концерт за чембало, флейта, обой, кларинет, фагот, 2 виоли, валдхорна и виолончело (1977 г.);
„Руините под София“ – октет за кларинет, фагот, 2 валдхорни, чембало (1972 г.); „Нарушена тишина“ – секстет за флейта, валдхорна, виолончело, виола и кларинет (1976 г.);
„Московски квинтет“ за флейта, обой, кларинет, фагот (1969 г.);
„Възхвала на Бела Барток“ за струнен квартет (1978 г.);
„О, щастливецо, каква прекрасна свирка си намерил и как само свири тя“ по Петрарка за обой, кларинет, фагот, пиано (1981 г.);
„Възвишено и земно“ за челеста, валдхорна, виола, виолончело (1997 г.);
„Берлинско дивертименто“ за флейта, кларинет и чембало (1968 г.);
Картина за трио виола, валдхорна и виолончело (1975 г.);
„Опит за комуникация“ за обой/кларинет и фагот (1978-79 г.);
„Размяна за трима на брега на Сена“ (1981 – 82 г.);
„Връзки“ за цигулка, пиано и орк. (1982 – 83 г.);
„С мисъл за Самуел Бекет“ за валдхорна, виолончело и чембало (1987 г.);
„Исус Христос“ за виола, валдхорна и чембало (1995 – 96 г.);
„Сонатина“ за две цигулки (1966 г.);
„Соната-разговор“ за флейта и фагот, текст Фр. Вийон (1967 г.);
Пиеса за пиано и цигулка (1968 г.);
„Прелтан“ – две пиеси за виола и пиано (версии за виола/виолончело и пиано, виола и валдхорна, виолончело и чембало, виола, валдхорна, виолончело и цимбал) (1973 г.); „Графи“ за флейта и пиано (1981 г.);
„Каменни отражения“ за тромбон (валдхорна или туба) и пиано;
Четири сонета за соло кларинет по Ю. Бехер (1969 г.);
Диалози за соло виола (1973 г.);
„Латео“ за соло контрабас (1973 г.);
„51 Еуфония“ за соло контрабас (1974 г.);
„Привличане“: № 1 за флейти (1977 г.), № 2 за обои (един музикант) (1982 г.);
„Ежедневие“ № 1 за соло цигулка (1977 г.);
„Пет образа през прозореца“ за един музикант перкусионист по Дж. Джойс (1997 г.).
За пиано:
Пет пиеси за пиано върху додекафонна серия (1968 г.);
„Юги“ (Игра) за пиано на 4 ръце (1980 г.);
„Тайните на вече не новия свят“ (1984-86 г.);
„Другата Коледна музика“ (трансцендентални съобщения).
За две пиана:
„Хималайски бог“ (1990 г.);
„Кристали“ (1999-2000 г.).
За пет пиана:
Десипио № 3  „Клавириада“ в 3 движения за 5 пиана (концерт за пиано и оркестър от пиана), (1977-78 г.).
За пиано и инструменти:
„Крехкост и жизненост“ (2000 г.).
Вокална музика: Amekdil
Симфония № 1 за сопран (1967 г.);
Песен за сопран и пиано, текст Е. Кестнер (1969 г.);
Поема за бас и оркестър, текст Б. Божилов (1969 г.);
Произведение за сопран и клавир, текст Фогелвайде (1975 г.);
„Жената“ за глас и пиано, текст Г. Маурер (1975 г.);
„Мекотата на морето“ за сопран и ударни, текст П. Пазолини (1984-86 г.);
6 капричии за баритон и пиано, текст Ф. Г. Лорка (1991 г.).
Произведения за орган:
„Различия“  албум (1975-76 г.);
„Остани в живота ми“ (Йоханес: 15, 9) за орган (1993 г.);
„От завещанието на учителя“ – цикъл за орган и 3 тромпета (или други инструменти) (1998 г.).
Електроактустична и електронна музика:
За 2 променящи се групи и магнитна лента (1974 г.)
Decipio:
№ 1 за контрабас и магнитна лента (или за 4 контрабаси), (1976 г.);
№ 2 за обой и магнитна лента или за 5 обоя и звънчета (1977 г.);
№ 4 за тромбон и магнитна лента (или за 5 тромбона и гласове) (1978 г.);
№ 5 „Размишления по текстове и песни на Соломон“ за соло цигулка и измислен оркестър (магнитна лента или за струнни инструменти) (1979-80 г.);
№ 6 „В памет на Марсел Пруст и Луиджи Ноно“ (Саксофониада) за саксофон и магнитна лента (или за 12 саксофона) (1995 г.);
№ 7 „Арфиада Изток-Запад“ за соло арфа и измислен оркестър от арфи (магнитна лента или 32 арфи) (1990 г.);
№ 8 „Ние сме като светкавица…“ за фагот и магнитна лента (или за 3 фагота и двоен бас) (1995-96 г.).
Amekdil
(Симфония № 3)  „Временни ситуации“ за голям оркестър, компактдиск, запис на грамофонна плоча.
За измислен оркестър:
„Визуализирани мечти“ – за 4 изм. оркестър (1979-82 г.);
„Три израза“ за сопран и изм. орк. (магнитна лента), текст Р. Малковски, Р. Филомбе, К. А. Волкен (1981 г.);
„Капричио за Свети Франческо“ за баритон и изм. оркестър (магнитна лента) (1981-82 г.).
„Сближаване на безкрайностите“ за разширени инструменти и магнитна лента (1982 г.);
6 „Орфееви песни“ за цигулка и магнитна лента (1988 – 89 г.).
Електроакустични пиеси:
„Ротация“ (в памет на един космонавт) (1974 г.);
„Севтопол“ (1974 г.);
„Феникс“ (1974 г.);
„Разсъждения по Достоевски“ (1979 г.);
„Спомен за Кафка“ (1979 г.);
„Среща с Орфей“ (1979-80 г.);
„H2O  музика“ (1980 г.);
„Музика с хартия“ (1980-81 г.);
„Въздушна музика“ (1980-81 г.);
„Ро-ма-ви-ла-ма-си-мо“ (1981 г.);
„Музикално визуално съответствие П“ (1981 – 82 г.);
„Електроакустичен танц“ (1984-85 г.);
„Електроакустично скерцо“ (1984-85 г.);
„Ритуал“, „Безкрайна фигура“, „Кукери“ и „Гайди“  електроакустични пиеси в квадрофония (1983-85 г.);
„Псалм за свободата“ (1983 г.).
Музика за компютър:
„Измислено трио“ (1980 г.);
„Венецианци“ (1984 – 85 г.).
Хорова музика:
За хор акапела:
„Овчарката или Кортежът на Орфей“ (Бестиариум), текст Г. Аполинер (1976 г.);
„Мария“ от цикъл библейски имена за хор (1994 г.).